# Mayriella abstinens
Mayriella abstinens é uma espécie de formiga do gênero Mayriella, pertencente à subfamília Myrmicinae.